# Historia de pastores
La historia de pastores es un texto literario del Antiguo Egipto, del que solo se conserva un fragmento. Fue compuesto a principios de la dinastía XII, y narra el encuentro de un pastor con una diosa. 
La historia es conocida solo por el Papiro de Berlín 3024, junto con la Disputa entre un hombre y su ba. El escriba que lo borró se olvidó de veinticuatro líneas y eliminó solo el principio y el final. 

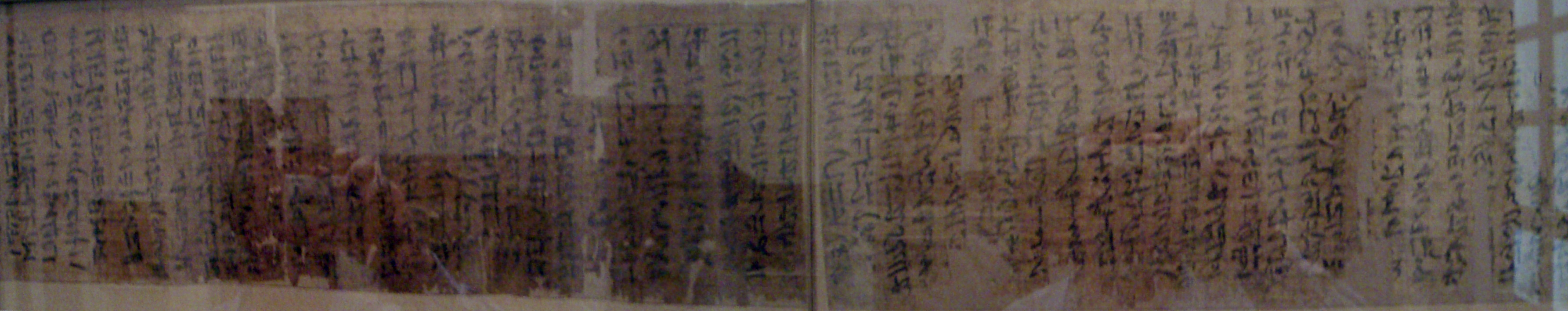
papiro de Berlín 3024 (Altes Museum, Berlín).

## Características
La paleografía indica que el texto se compuso durante el Imperio Medio, y se considera que esta copia se escribió durante la dinastía XII.

## Sinopsis
La parte superviviente de la historia comienza con el monólogo de un pastor, que cuenta cómo había ido a un estanque situado junto a la dehesa y había conocido a una mujer cuyo aspecto y palabras le habían inculcado un gran temor. Al parecer, este encuentro está relacionado con una inminente inundación, ya que a continuación el pastor se dirige hacia su compañero, con instrucciones para enviar el hato de ganado en un barco. Después, expone un hechizo que debe ser recitado durante el viaje en barco. Este encantamiento se ha encontrado en textos funerarios, por ejemplo en el Dicho 836, como ayuda para cruzar el Gran Río.
En las últimas líneas el texto cambia a un narrador omnisciente. La acción tiene lugar en la madrugada, y las instrucciones del pastor se están ejecutando. Una vez más va al estanque y la mujer se le acerca, esta vez completamente desnuda. En este punto el texto se interrumpe.